# Liste des évêques de Montepulciano
Cette liste recense les noms des évêques qui se sont succédé à la tête du diocèse de Montepulciano depuis son érection le 10 novembre 1561. En 1975, Alberto Giglioli est nommé évêque de Montepulciano et évêque de Chiusi et Pienza, unissant les trois sièges in persona episcopi. La pleine union est établie le 30 septembre 1986 par le décret Instantibus votis de la congrégation pour les évêques. La nouvelle circonscription ecclésiastique prend le nom de diocèse de Montepulciano-Chiusi-Pienza et devient diocèse suffragant de l'archidiocèse de Sienne-Colle di Val d'Elsa-Montalcino.

## Évêques de Montepulciano
- Giovanni Ricci (1561-1562) administrateur apostolique
- Spinello Benci (1562-1596)
- Sinolfo Benci (1597-1599)
- Sallustio Tarugi (1600-1607) nommé archevêque de Pise
- Roberto Ubaldini (1607-1622)
- Alessandro Della Stufa (1623-1640)
- Talento de' Talenti (1640-1651)
- Leonardo Dati (1652-1652)
- Marcello Cervini (1652-1663)
- Antonio Cervini (1663-1706)
- Callisto Lodigeri, O.S.M (1707-1710)
- Francesco Maria Arrighi (1710-1726)
- Antonio Maria Vantini (1727-1746)
- Pio Magnoni (1747-1755)
- Pietro Maria Franzesi (1757-1799)
  - Siège vacant (1799-1802)
- Pellegrino Maria Carletti (1802-1827)
  - Siège vacant (1827-1829)
- Ippolito Niccolai (1829-1832)
- Pietro Saggioli (1834-1839)
- Claudio Samuelli (1843-1854)
  - Siège vacant (1854-1857)
- Ludovico Maria Paoletti (1857-1890)
- Felice Gialdini (1890-1898) nommé évêque titulaire de Cirene
- Giuseppe Batignani (1898-1933)
- Emilio Giorgi (1933-1964)
  - Siège vacant (1964-1975)
  - Carlo Baldini, O.M.D (1964-1970) administrateur apostolique et en même temps évêque de Chiusi et Pienza
  - Mario Jsmaele Castellano (1970-1975) administrateur apostolique et en même temps archevêque de Sienne
- Alberto Giglioli (1975-1986) nommé évêque de Montepulciano-Chiusi-Pienza

## Évêques de Montepulciano-Chiusi-Pienza
- Alberto Giglioli (1986-2000)
- Rodolfo Cetoloni, O.F.M (2000-2013) nommé évêque de Grosseto
- Stefano Manetti (2014-  )

## Sources
- http://www.catholic-hierarchy.org